# Улица Лаймдотас (Рига)
Улица Ла́ймдотас (латыш. Laimdotas iela) — улица в Видземском предместье города Риги, в микрорайоне Тейка. Ведёт от улицы Таливалжа до улицы Иерикю.
На всём протяжении имеет асфальтовое покрытие, 2 полосы движения. Общая длина улицы составляет 1322 метра. Общественный транспорт по улице Лаймдотас не курсирует, но на улице Бикерниеку есть остановка «Laimdotas iela».

## История
Улица Лаймдотас проложена в 1929 году при застройке жилого района «Savs stūrītis» (рус. «Свой уголок») и происходит от имени собственного Лаймдота (по всей вероятности, в честь героини латышского эпоса о Лачплесисе). Переименований улицы не было. Преобладает малоэтажная застройка межвоенного периода; отдельные многоэтажные здания 1960-х годов и более позднего времени.

## Примечательные здания
- Жилые дома № 12 (постройки 1932 г.), № 22 (постройки 1939 г.), № 28а (постройки 1939 г.) являются охраняемыми памятниками архитектуры местного значения, а дом № 30 (постройки 1937 г.) — памятником архитектуры государственного значения[4].

## Прилегающие улицы
Улица Лаймдотас пересекается со следующими улицами:
- Улица Таливалжа
- Улица Айзкрауклес
- Улица Аусмас
- Улица Стуриша
- Улица Реминес
- Улица Баяру
- Улица Пикола
- Улица Бикерниеку
- Улица Раунас
- Улица Иерикю